# Серезань
Серезань, Серезані (рум. Sărăzani) — село у повіті Тіміш в Румунії. Входить до складу комуни Бирна.
Село розташоване на відстані 348 км на північний захід від Бухареста, 64 км на схід від Тімішоари.

## Населення
За даними перепису населення 2002 року у селі проживали 210 осіб.
Національний склад населення села:
| Національність | Кількість осіб | Відсоток |
| -------------- | -------------- | -------- |
| румуни         | 142            | 67,6%    |
| українці       | 67             | 31,9%    |

Рідною мовою назвали:
| Мова       | Кількість осіб | Відсоток |
| ---------- | -------------- | -------- |
| румунська  | 144            | 68,6%    |
| українська | 65             | 31,0%    |